# ちゃおまんがステーション
『ちゃおまんがステーション』は、小学館と共同でセガが開発したトレーディングカードゲーム方式の女の子向けアーケードゲーム。2009年9月15日から稼動開始。公式略称は『ちゃおステ』。2010年6月より『ちゃおまんがステーション ゴーカMEGAもりっ!』にバージョンアップして稼動していたが、2011年3月末日にサービス終了している。

## 概要
少女漫画雑誌『ちゃお』を題材としたトレーディングカードゲーム方式のゲームである。プレイヤーは『ちゃお』を連載する漫画家のアシスタントとして、漫画製作の1場面を体験することができるという趣向が施されている。漫画雑誌と連動したカード方式のアーケードゲームは業界初である。

## ゲーム内容
1プレイ100円となっている。コイン投入後、「マジカルちゃおカード」が1枚排出される。メモリーカードを使用する場合は、メモリーカードを挿入する（メモリーカードから記録が読み込まれた後は、手動でカード排出）。「マジカルちゃおカード」を最大3枚までバーコードリーダーに読み込ませることが可能であり、組合せによって「アシスタントランク」が決定される。「アシスタントランク」はゲーム難易度に直結している。
プレイヤーがアシスタントを務める漫画家を選択し、漫画製作のアシスタント活動「まんがミッション」を3種類行う。この部分がゲーム本編となる。ゲーム本編終了後、3種類の「まんがミッション」の成績が足し合わされて「まんがポイント」となる。
メモリーカードを使用せずにゲームをプレイした場合、ゲームプレイ後、300円の追加クレジットによってメモリーカードを購入することが可能である。メモリーカードを使用すると、プレイ後に得られる「まんがポイント」はメモリーカードに加算されていき、そのポイントの累積によって「ちゃおまんがステーション☆クラブ」への参加権利など各種特典が用意されている。
メモリーカードを使用してゲームをプレイした場合、ゲームプレイ後、累積「まんがポイント」が表示される。この画面では、ポイント次第では「ひっこし」操作が可能となる他、「ちゃおまんがステーション☆クラブ」への参加権利となるパスワードが表示される場合もある。その後、メモリーカードへの累積「まんがポイント」の記録のため、メモリーカードの再投入を促すメッセージ表示された後、ゲーム終了となる。

### まんがミッション
本作のゲーム本編に相当する。複数の「まんがミッション」が用意されており、1回のゲームプレイでは3種のゲームがランダムでプレイ可能となる。本作の操作はタッチスクリーンとレバーで行い、基本は専用のタッチペンによるタッチスクリーンでの操作となる。一部の「まんがミッション」においてはタッチスクリーンにタッチすることでそのエリアを中心に拡大表示されるが、レバーをいずれかの方向に入れることで画面を元のサイズに戻すことが可能となっている。
得失点方式についてベタ塗りを例に説明する。ゲーム内容は、原稿の中で指定された範囲を黒く塗りつぶすというものである。画面に原稿が表示され、正しい範囲をベタ塗りする度にその面積に応じて加点される。また、ベタ塗りの範囲からはみ出してしまうと減点される。ゲームは必ずしも1ページ全体を成功させる必要はなく、規定時間以内に定められた点数に到達すれば、その時点でゲームは成功裏に終了する。規定時間以内に定められた点数に達しない場合、全ての作業を終えたにもかかわらず（減点されているために）定められた点数に達しない場合は、そのゲームはその得点で終了となり、次のゲームに移る。
前述の通り、「アシスタントランク」によってゲーム難易度が決定する仕組みとなっている。「アシスタントランク」が上がると、ゲームクリアに必要とされる点数が高く設定される。また、減点となる操作の許容範囲（先のベタ塗りであれば、どの程度はみ出しても減点されないか）が厳しく設定される。
以下に、プレイ可能な「まんがミッション」を示す。
ベタぬり
原稿の中で指定された範囲を黒く塗りつぶすというゲームである。全体画面でベタ塗りを行う箇所を決定し、拡大表示画面でベタ塗り作業を行う。
ペンいれ
下書きの描線をなぞって引き直すというゲームである。全体画面でペン入れを行う箇所を決定し、拡大表示画面でペン入れ作業を行う。
トーンはり
原稿の周囲に示されているスクリーントーンを、トーン番号を参考に貼り付け、はみ出た部分を切り取るというゲームである。全体画面でスクリーントーンを貼り付ける箇所を決定し、拡大表示画面でスクリーントーンを切り取る作業を行う。
コマはめ
原稿の周囲に示されたコマを、コマ割りされた原稿の正しい位置に貼り付けるというゲームである。周囲のコマにタッチし、原稿内にタッチすることで貼り付けることが可能である。全体表示のみでの操作であり、拡大表示は行われない。コマの形から貼り付け箇所を判断することとなるが、形が似ていて判断が難しいものについてはコマの内容から判断することになる。
セリフいれ
原稿の周囲に示された台詞を、白抜きのセリフが記された原稿の正しい位置に貼り付けるというゲームである。周囲の台詞にタッチし、原稿内にタッチすることで貼り付けることが可能である。全体表示のみでの操作であり、拡大表示は行われない。台詞の吹き出しの形から貼り付け箇所を判断することとなるが、形が似ていて判断が難しいものについては台詞内容から判断することになる。

### 漫画家
本作では、プレイヤーは『ちゃお』を連載する漫画家のアシスタントとしてプレイすることとなる。本作に登場する漫画家は以下の通りである。また、漫画家に後続して記されている作品名は、「マジカルちゃおカード」に印刷されている作品名を示す。
第1弾（2009年9月15日発売）
第2弾（2009年12月16日発売）
- いわおかめめ - 『ストロベリーキス』
- 八神千歳 - 『アニマル☆プリンス』
- 篠塚ひろむ - 『プリティ フラワーズ』

### マジカルちゃおカード
本作では、ゲームプレイに先立って「マジカルちゃおカード」が排出されるようになっており、法律上は自動カード販売機に分類される。通常プレイで入手可能なカードには、プレイヤーがアシスタントとして訪れる漫画家ごとに定められた漫画が描かれており、12枚（1月 - 12月）でショートストーリーが完結する内容となっている。
本編プレイに先立ち「マジカルちゃおカード」を最大3枚まで読み込ませることが可能であり、その3枚の組合せによってゲーム難易度を示す「アシスタントランク」が決定される。高い「アシスタントランク」ではより繊細な操作が要求される代わり、ゲームを成功させた場合にゲーム終了時に得られる「まんがポイント」は高く設定されている。以下が「アシスタントランク」の一覧である。みならいアシスタントとスゴうでアシスタントの間では、得られる「まんがポイント」は10倍程度の差が設けられている。
- みならいアシスタント
- 初級アシスタント
- 中級アシスタント
- 上級アシスタント
- スゴうでアシスタント

通常プレイで入手可能なカードの中にはレアカードが用意されている他、雑誌付録等、他の配布方法で入手可能な場合もある。レアカードを使用することで「アシスタントランク」が上がる他、特殊な演出が施される場合がある。例えば『ちゃお』2009年10月号には、『アニマル☆プリンス』の特製カードが付録として収録されており、これを使用することでアシスタントランクが上がる、担当漫画家の八神が飼っている愛鳥むぎちゃんが特別出演するなどの特殊効果が得られるようになっている。

### メモリーカード
ゲームプレイにおける評価の結果「まんがポイント」が算出されるが、このポイントを次のプレイに引き継ぐにはメモリーカードを使用する必要がある。
セガが各種オンラインゲームの成績記録に使用しているメモリーカード同様、本作のメモリーカードにも使用上限が定められており、500度数となっている。500度数使用後は、データが引き継がれた新しいメモリーカードが排出されるようになっている。セガの各種オンラインゲームでは、カード全体が筐体内に挿入され、排出タイミングをゲームが決定し、排出時には半分ほどまで自動排出されるタイプとなっているものが多いが、本作のメモリーカード差込口はカードを半分ほど差し込むタイプとなっている。それ故、カード内データへのアクセス中にカードを手動で抜き取ることが可能となっており、避ける旨のメッセージが表示されるようになっている。
累積された「まんがポイント」に応じて、「ひっこし」が可能となる他、「ちゃおまんがステーション☆クラブ」への参加権利となるパスワードが表示される。
ひっこし
ゲーム開始時はみかん箱をテーブルにアシスタント活動を行うこととなるが、ポイントが貯まるとポイントに応じてひっこしが可能となっており、テーブルもちゃんとしたものとなる。

### ちゃおまんがステーション☆クラブ
本作との連動企画である。本作によって入手可能な「おうぼパスワード」がこの企画への参加権利となっている。サービス終了まで第18回まで行われた。
この企画において、『ちゃお』誌上に記されている募集要項に従って漫画を作り、パスワード併記の上で募集、入賞することで、入賞カード（金賞、銀賞、銅賞の3種）と呼ばれるレアカードが入手可能となる。このカードを読み込ませた状態で本作をプレイすると、賞に応じたメダルが画面上に表示されることとなる。
以下のような題目が設けられていた。
```
第1回：雪でドキドキ
第2回：ハッピー〓バレンタイン
第3回：春みっけ
第4回：学校でドキドキ
```

## ゴーカMEGAもりっ!
『ちゃおまんがステーション ゴーカMEGAもりっ!』は2010年6月28日より稼動のバージョンアップ機。新たに3人の漫画家が参加して6人となり、スペシャルカラーカードによって新たなまんがミッション「カラーイラスト」にチャレンジもできるようになった。また、アバターがアバターランクに対応したコスチュームになり、ゴリピーが「やちん」を取りにくるようになった。他には、お試しゲーム機能として無料でベタぬりがプレイできるようになっている。メモリーカードは前作に継続して使用可能。
しかし、本サービスも2011年３月で終了し、現在は公式サイトも閉鎖されている

### 漫画家
第1弾（2010年6月28日発売）
- もりちかこ - 『アリスハート』
- 中原杏 - 『スイーツ・エンジェル』
- 和央明 - 『ラブリー♥デコドル』
- 篠塚ひろむ - 『プリティ フラワーズ』
- 八神千歳 - 『アニマル☆プリンス』
- いわおかめめ - 『ストロベリーキス』

### まんがミッション
漫画原稿は14タイトルに増えている。
カラーイラスト
ゴーカMEGAもりっ!より追加されたミッション。正しい色を選択して塗る。